# Cratere Raki
Raki  è un cratere sulla superficie di Venere.